# Ornithion
Ornithion és un gènere d'ocells de la família dels tirànids (Tyrannidae). Agrupa espècies natives de l'Amèrica tropical (Neotròpic), on es distribueixen des del sud de Mèxic a través d'Amèrica Central i del Sud fins a l'est del Perú, el nord de Bolívia i l'Amazònia brasilera, amb una població aïllada a la costa est d'aquest país.

## Descripció
Els ocells d'aquest gènere són molt petits, mesurant al voltant de 8 cm de longitud, de bec gruixut, inconspicus al dosser i a les vores de selves humides de baixa altitud, i que són reconeguts principalment per la vocalització.

## Taxonomia i etimologia
Els amplis estudis geneticomoleculars realitzats per Tello et al. (2009) van descobrir una quantitat de relacions noves dins de la família Tyrannidae que encara no estan reflectides en la majoria de les classificacions. Seguint aquests estudis, Ohlson et al. (2013) van proposar dividir Tyrannidae en 5 famílies. Segons l'ordenament proposat, Ornithion roman a Tyrannidae, en una subfamília Elaeniinae (Cabanis & Heine, 1859-60), en una tribu Euscarthmini (Ihering, 1904), al costat de Zimmerius, Stigmatura, Inezia, Euscarthmus, part de Phyllomyias, Camptostoma i Mecocerculus (excloent-hi Mecocerculus leucophrys).
El nom genèric Ornithion prové del grec antic i significa “petit ocell” (diminutiu d'«ornis» que significa “ocell”).
Segons la Classificació del Congrés Ornitològic Internacional (versió 14.2, 2024) aquest gènere està format per tres espècies:
- Ornithion semiflavum - tiranet ventregroc.
- Ornithion brunneicapillus - tiranet capbrú.
- Ornithion inerme - tiranet tacat.